# Tjumencevo
Tjumencevo (in russo Тюменцево) è un villaggio (selo) del territorio dell'Altaj (Russia) con 5 576 abitanti (censimento del 14 ottobre 2010).

## Geografia
L'insediamento sorge circa 150 km in linea d'aria ad ovest della capitale regionale Barnaul, sul margine orientale della steppa di Kulunda. È situato presso la confluenza del Medvedka nel Čeremšanka, un affluente di destra del Kulunda, che raggiunge circa 20 km più ad ovest. 14 km a nord-ovest di Tjumencevo scorre il canale di Kulunda.
Tjumencevo è il centro amministrativo del rajon omonimo e la sede della comunità rurale di Tjumencevskij selsovet, della quale è l'unico insediamento.

## Storia
L'insediamento è stato fondato nel 1783. Nel 1924 è divenuto capoluogo del rajon.

### Evoluzione demografica
Fonte: Risultati del Censimento Russo del 2010. Volume 1. Numero e distribuzione della popolazione.
- 1959: 5041
- 1970: 5316
- 1979: 6019
- 1989: 5971
- 2002: 5805
- 2010: 5576